# Refugi Antiaeri de la Rambla de Gavà
El refugi antiaeri de la Rambla de Gavà és un refugi que es va construir durant la Guerra Civil Espanyola per protegir la població civil de Gavà durant els atacs aeris efectuats per l'aviació feixista.
Redescobert l'any 2008 a causa de les obres del tram inicial de la rambla de Salvador Lluch, el refugi s'ha recuperat i adequat per tal de preservar-lo i de recuperar la memòria històrica de Gavà, així com homenatjar les víctimes de la Guerra Civil. Obert al públic des de l'any 2013, està museïtzat i és un dels espais del Museu de Gavà.

## Història

### Compañía Roca Radiadores
A l'inici de la guerra els propietaris de la Compañía Roca Radiadores, la família Roca, fugen a Burgos i després a París. Amb els propietaris fugits, els obrers de la fàbrica organitzen un Comitè de Control Obrer que efectua les funcions directives de l'empresa i es col·lectivitza la fàbrica. Així continua la producció de radiadors i banyeres fins que la fàbrica és convertida en indústria de guerra i integrada dins de la Comissió d'Indústries de Guerra creada per la Generalitat de Catalunya. Aprofitant la foneria, a inicis de 1937 es comencen a produir granades de mà i posteriorment projectils d'obús, arribant a produir 5.000 obusos diaris, però sense mecanitzar-los, acció que es feia en una altra fàbrica. Després dels Fets de Maig de 1937, el Govern de la República acabarà assumint el control de les indústries de guerra catalanes.
Els treballadors de la fàbrica Roca tenien categoria de treballadors d'indústria de guerra militaritzats, per tant no calia que s'incorporessin a files quan cridaven la seva lleva.
La reconversió de la Roca en fàbrica de projectils farà que les poblacions de Gavà i Viladecans pateixin atacs aeris en diverses ocasions durant l'any 1938 per l'aviació feixista.

### Atacs aeris sobre Gavà i Viladecans

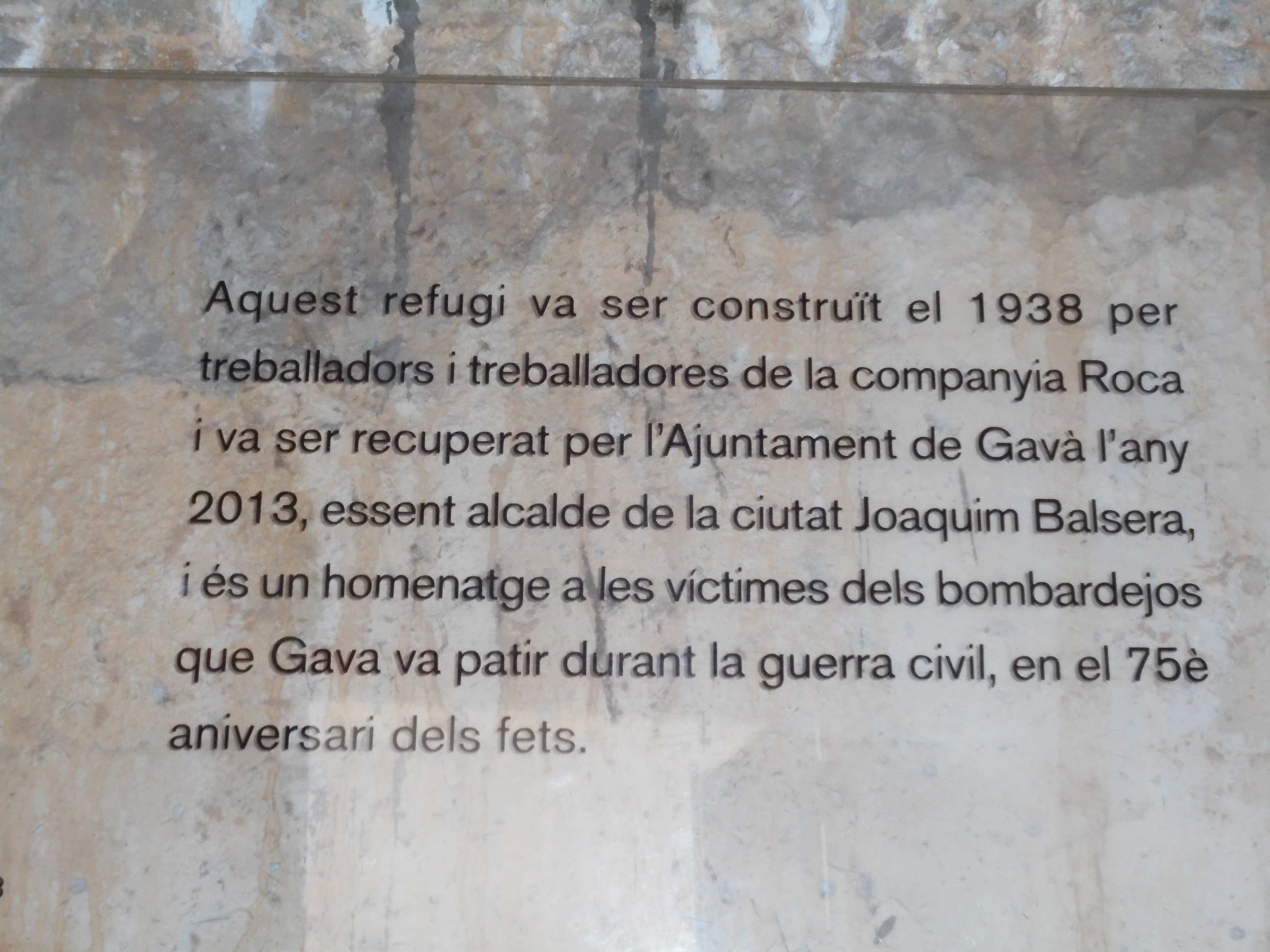
Placa commemorativa

La reconversió de la Companyia Roca en fàbrica d'armament la va convertir en objectiu militar. Això va provocar que les poblacions de Gavà i Viladecans fossin víctimes de bombardejos per part de l'aviació feixista durant l'any 1938. Aquests atacs també formaven part de l'ofensiva que Franco manà sobre la rereguarda republicana.
El primer atac que van patir Gavà i Viladecans va ser el 16 de març de 1938. Era mitjanit i la població va ser sorpresa mentre dormia per petites formacions d'avions Savoia-Marchetti S.81, pertanyents al 25è Grup de Bombardeig Nocturn de l'Aviació Legionària italiana de les Balears. L'objectiu d'aquests avions era bombardejar Barcelona, però abans d'arribar van bombardejar la fàbrica Roca, els seus voltants i part de Viladecans. A Gavà van perdre la vida 7 persones i a Viladecans 15, a més de produir-se un nombre indeterminat de ferits i danys materials. A Viladecans la masia de can Sellarès va patir greus desperfectes i cal Sileta i cal Magí van ser completament enderrocades. El 30 de juny Gavà torna a ser bombardejada, amb la fàbrica Roca com a objectiu. No es va produir cap víctima mortal.
El 4 de juliol es va perpetrar un altre atac sobre Gavà i Viladecans. L'objectiu també era la companyia Roca. Eren les 9:30 del matí, en plena jornada laboral. Cinc trimotors Savoia 81 van llençar 25 projectils que van causar 12 morts, 25 ferits i la destrucció d'alguns edificis. La gran majoria de les víctimes eren treballadors de la foneria, veïns de Gavà i Viladecans. La majoria de bombes van caure a la part viladecanenca de la fàbrica, causant danys a les instal·lacions. També van caure projectils a zones properes a naus gavanenques i a les oficines, sense impactar sobre elles, i a la fàbrica dels Hules. Aquest atac va ser publicat a la portada l'endemà a La Vanguardia.
Poc després d'aquest atac el president del govern de la República, Juan Negrín, visitava la fàbrica, provant la importància estratègica que tenia.
El següent atac el patí Viladecans l'11 de setembre. Eren les 22:30 i es va produir sobre la fàbrica de Llevat, que va patir danys importants. També es van veure afectades diverses cases. Es van registrar 3 ferits i cap víctima mortal. Gavà encara patiria dos atacs més, un el 6 de novembre i l'altre el 3 de desembre, sense que es produís cap víctima mortal.
Al perill dels bombarders es sumaven els caces bombarders -que volaven a baixa alçada metrallant indiscriminadament- i els hidroavions, coneguts popularment com a «Sidros», que feien vols de reconeixement. Per fer-hi front es van instal·lar metralladores a les teulades de la fàbrica Roca i a can Torelló (Gavà), així com una torre de guaita al puig de Montbaig (Viladecans – Sant Boi) per detectar els avions enemics i poder donar l'alarma al serveis de vigia de Barcelona.

## Descripció

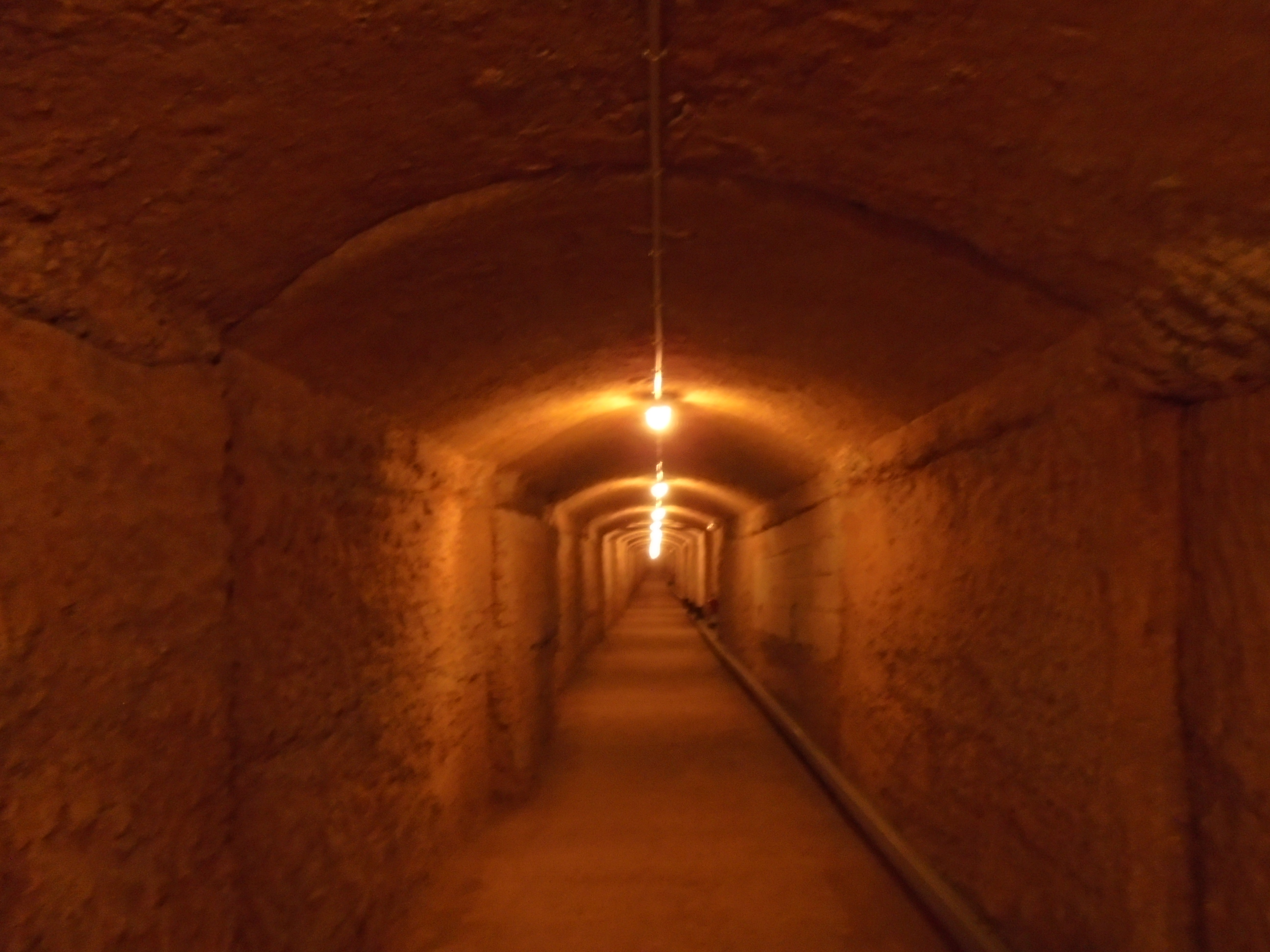
Interior del refugi

El 9 de juny de 1937 la Generalitat de Catalunya crea la Junta de Defensa Passiva de Catalunya amb l'objectiu de supervisar la construcció de refugis i coordinar i donar pautes tècniques i consells per la protecció de la població civil. A Viladecans es van construir refugis veïnals i particulars a les eixides de les cases.
A Gavà, a part del refugis veïnals i particulars —com el del pati de l'escola del Sagrat Cor al carrer de Santa Teresa, el de la família Vaghi al carrer d'Àngel Guimerà o de la família Balsells a la finca de la Boada—, els comitès d'empresa de les fàbriques Roca i Serra i Balet en van fer construir dins les seves instal·lacions per als treballadors. A més, hi havia dos refugis públics: un al carrer de Salvador Lluch, amb un ramal al carrer del Centre, i l'altre a la rambla de Salvador Lluch. També es van fer refugis–trinxera (rases en forma de zig-zag d'un metre o metre i mig de profunditat) en alguns carrers.
La pineda, la zona agrícola, les muntanyes de la rodalia —on es van excavar coves— i les masies dels voltants també acollien persones durant els avís d'atac o que anaven a passar-hi la nit per por de ser sorpresos a casa mentre dormien. No obstant això, hi havia persones que decidien passar l'atac a casa.

### Construcció i aspectes tècnics

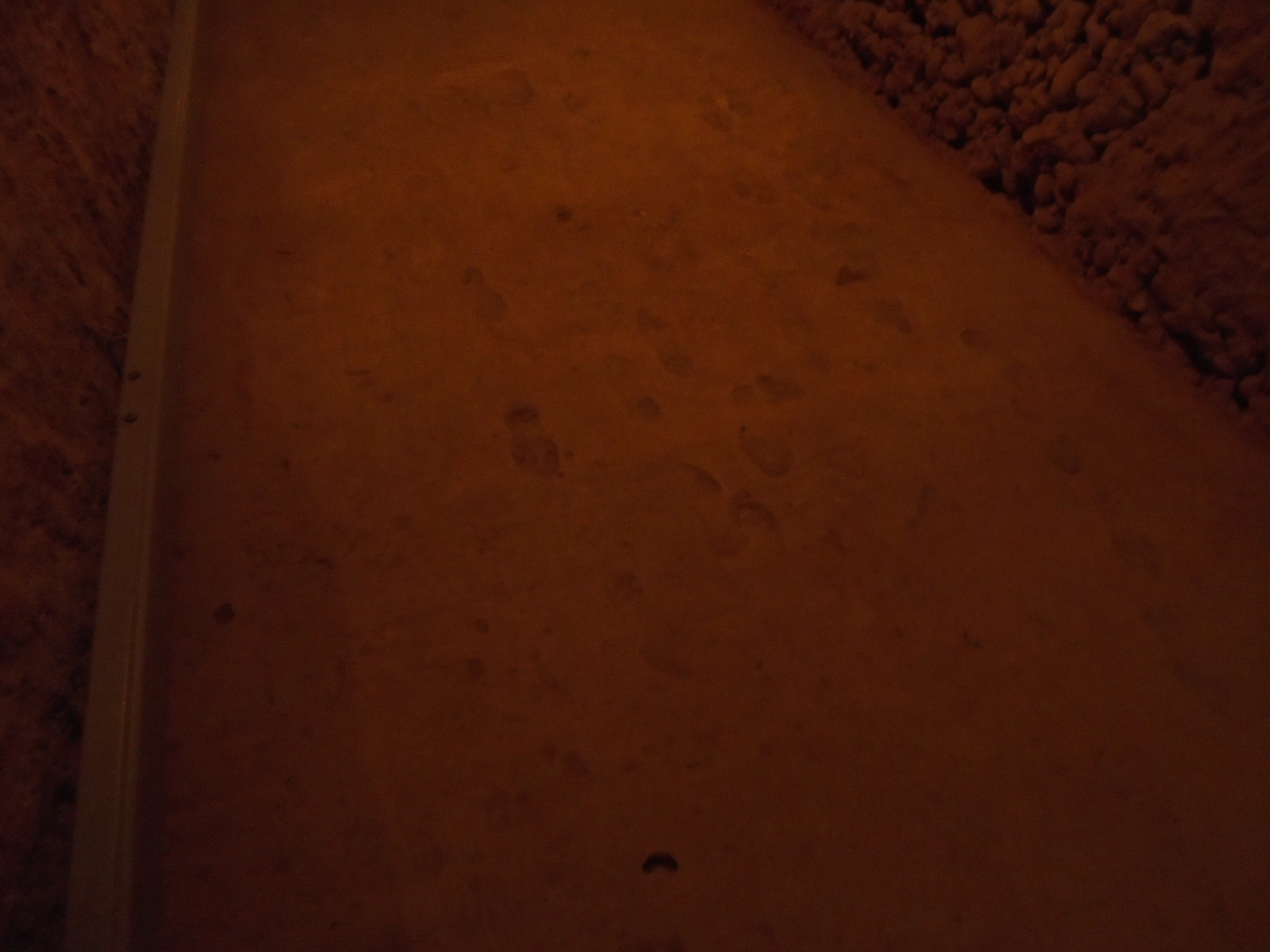
Petjades conservades al terra

El projecte del refugi antiaeri de la rambla de Salvador Lluch el va encarregar el Comitè d'Empresa de la fàbrica Roca al Sindicat d'Arquitectes de Catalunya. Va ser construït pels mateixos treballadors de la fàbrica Roca sota la supervisió dels tècnics municipals i d'enginyers de la fàbrica Roca.
La data del projecte original és del març de 1937, però no es va començar a construir fins a la primavera de 1938. Aquest refugi donava aixopluc als treballadors de les oficines de la fàbrica Roca, veïns, vianants i persones que esperaven el tren i l'autobús. El refugi està format per una galeria de 124 metres de llargada, 2 metres d'amplada i 2 metres d'alçada, situada al mig de la rambla de Salvador Lluch, a uns 4 metres de profunditat.
Per construir-lo es va utilitzar la tècnica de l'encofrat perdut. Es van excavar dues rases paral·leles d'uns 40 centímetres de gruix recolzats sobre una base de 80 centímetres de fondària, que es van omplir de formigó sense revestir les parets sense fustes o llistons. Una vegada pres el formigó es va excavar el terra que quedava enmig de les dues rases que formaven la galeria. Aquesta operació es va fer per trams, que es poden distingir. També es veuen els negatius de les marques de pic. Una vegada fets els murs, la volta es construïa amb formigó armat. Fa 2 metres de gruix i pot aguantar un pes de 40 tones. El terra també és de formigó.
El refugi tenia tres accessos perpendiculars a la galeria, a la qual es baixava per un tram d'escales: un accés estava situat a la cantonada de la rambla amb la carretera de Santa Creu de Calafell; un altre, al carrer de Salamanca i el tercer al pati de les oficines de la Roca. Les entrades feien corba per evitar l'entrada de la metralla; no s'han conservat.
Les parets de la galeria no estan revestides, a excepció d'un tram situat a prop de l'accés a les oficines de la Roca, que es troben emblanquinades. Les parets dels trams dels accessos es van cobrir d'una capa de ciment sense allisar, deixant un parament granellós per les impressions realitzades amb les paletes.
El refugi no comptava amb cap mena de comoditat, ni seients, farmaciola, bany, etc; únicament disposava d'enllumenat elèctric i dos pous de ventilació. Per aquest motiu les persones hi deixaven mantes, càntirs amb aigua, llums de petroli i d'altres coses.
Per les seves dimensions, 250 m², s'hi podien refugiar fins a 700 persones. Però tenint en compte que la gent seia a terra i portava matalassos i flassades, l'ocupació devia ser d'unes 400 persones.

### Usos posteriors

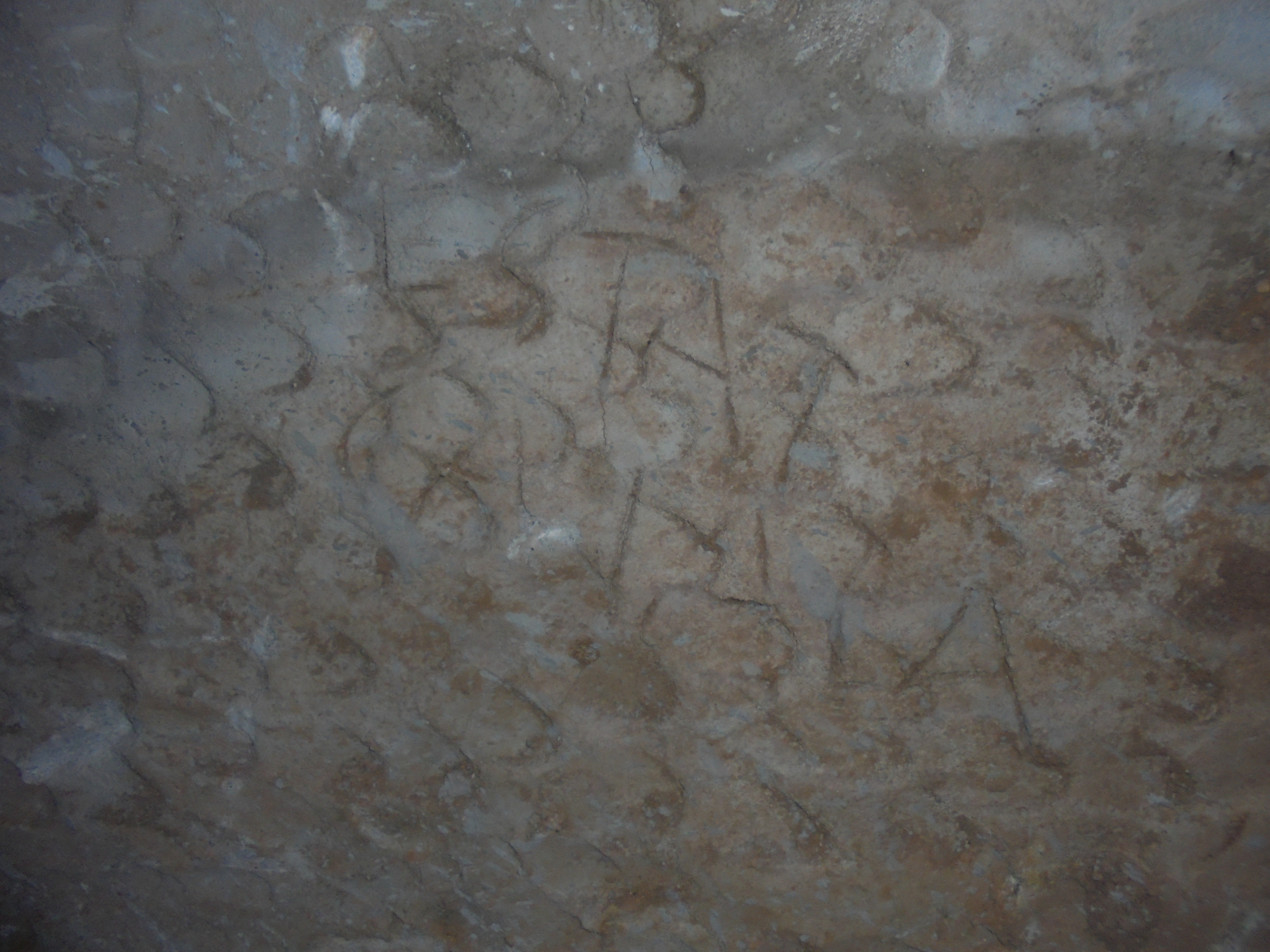
Grafiti d'Estat Català

El 24 de gener de 1939 l'exèrcit franquista va ocupar Gavà. Va entrar per la carretera de Begues i per la carretera de Santa Creu de Calafell i es van trobar a la Rambla. En el seu avanç va anant detenint homes i joves sospitosos de ser soldats republicans vestits de paisà, i els van empresonar al refugi de la rambla uns dies.
Poc després d'acabar la guerra els dos accessos principals van ser tancats, se'n van enderrocar les entrades i s'hi va abocar runa, però l'accés de les oficines de la fàbrica Roca es va mantenir obert.
L'any 1951 un veí va demanar autorització a l'Ajuntament per reutilitzar l'espai per cultivar xampinyons. L'Ajuntament li va concedir permís a canvi d'un lloguer de 300 pessetes mensuals. Aquesta activitat no aniria més enllà de la dècada de 1950, ja que és quan l'entrada de la Roca va ser enderrocada.

### Elements singulars
A tota la galeria s'observen els negatius de les marques de pic procedents de l'excavació de les rases. També es conserva a les parets el sutge produït per les llums de petroli que s'encenien quan l'enllumenat elèctric del refugi fallava durant els bombardejos. En un tram de la galeria s'observen petjades que es van produir quan el formigó del terra encara era humit. Al tram d'accés de l'entrada de la carretera Santa Creu de Calafell hi ha un grafit que es va fer quan el ciment encara era tendre. Està escrit en majúscules el nom del partit polític Estat Català.